# Bituminaria bituminosa

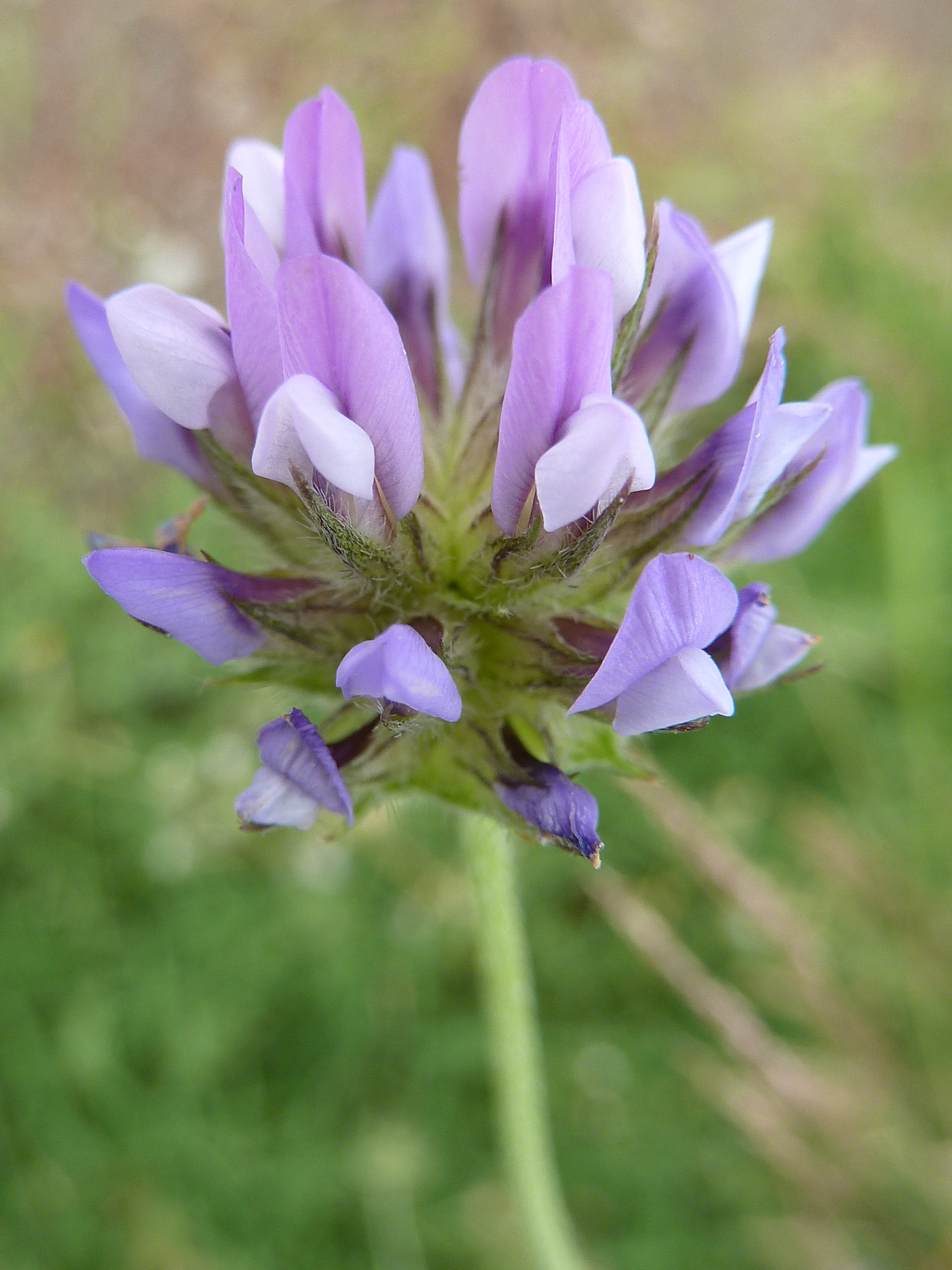
Inflorescencia : vista lateral.

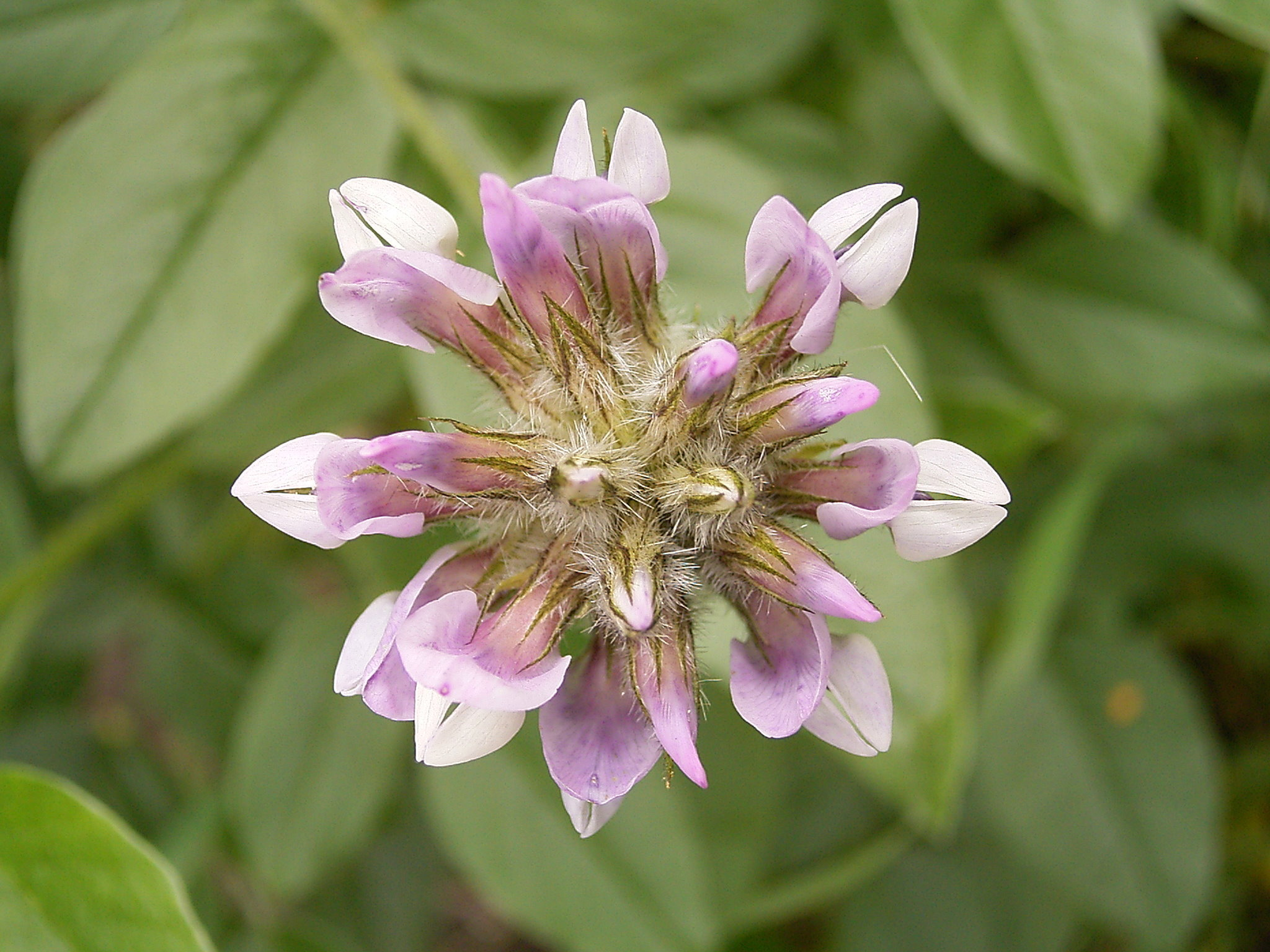
Inflorescencia : vista cenital.

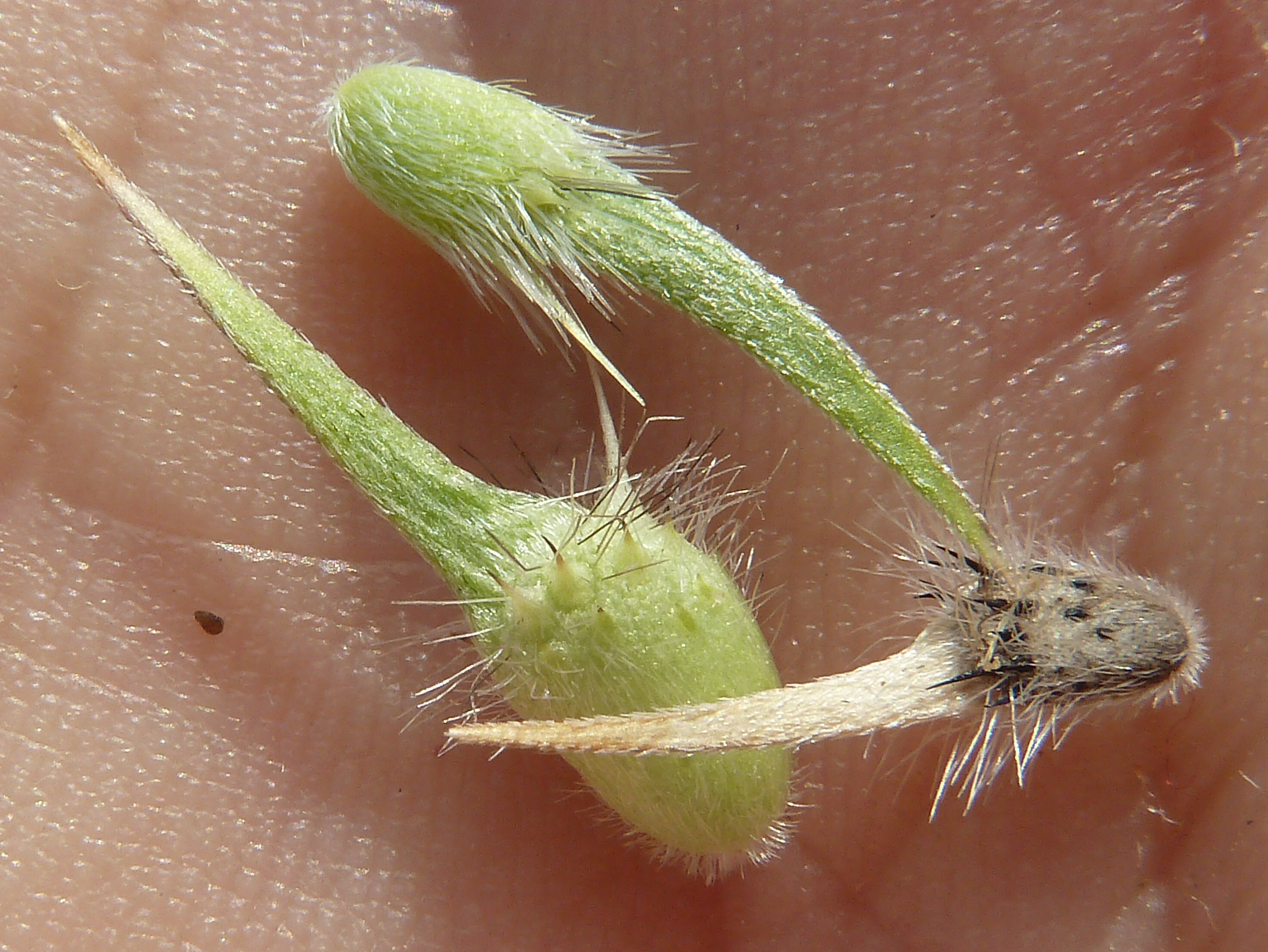
Frutos (verdes y maduro).

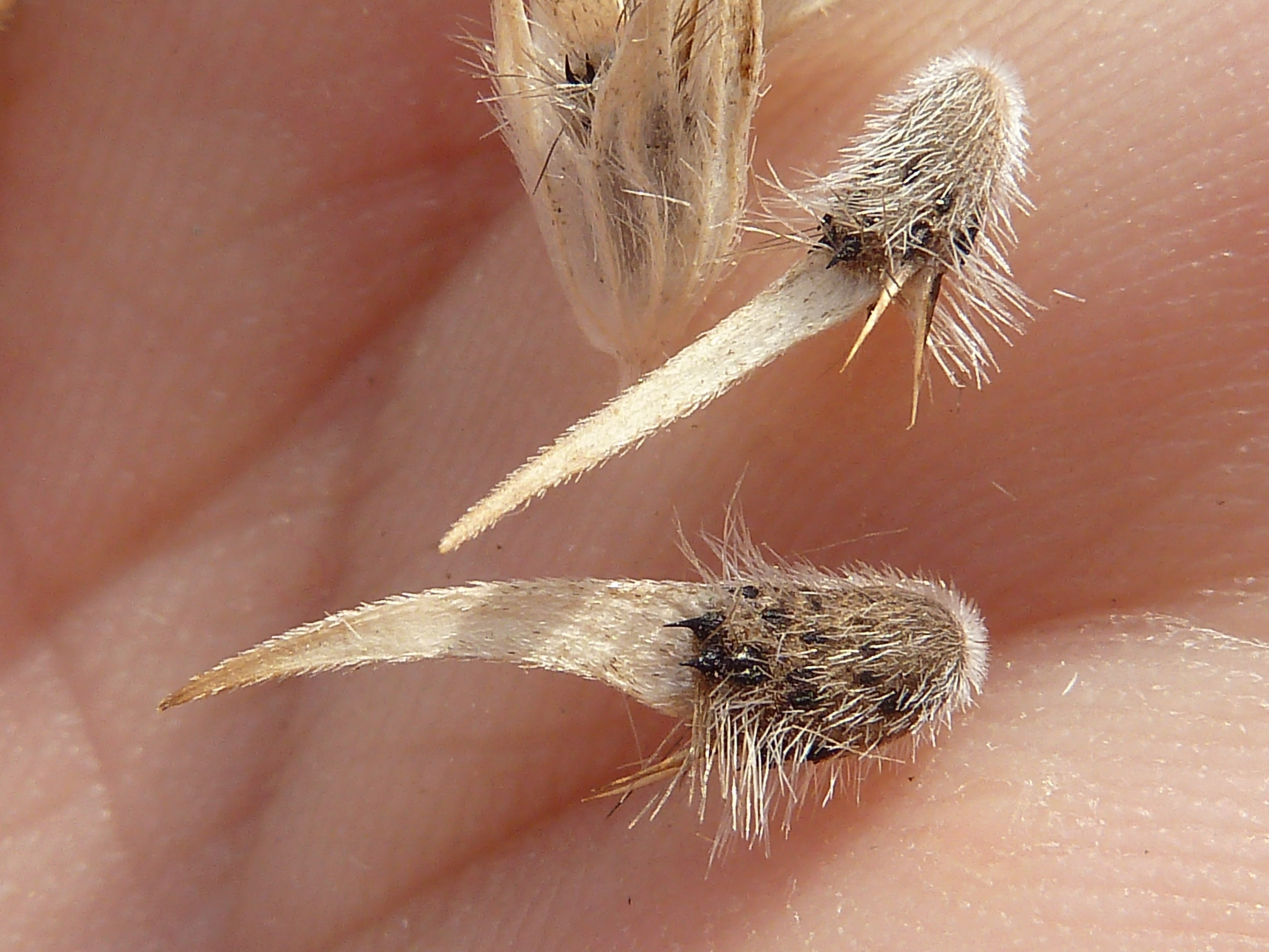
Frutos maduros.

Bituminaria bituminosa, llamado popularmente trébol hediondo o tedera (Canarias), es una especie de la familia de las fabáceas. 

## Descripción
Es una planta vivaz con tallo de 20-100 cm, más o menos pubescente. Sus hojas, que exhalan un característico olor a betún, son imparipinnadas con 3 folíolos peciolados; folíolos de formas muy variables y provistos de pelos y glándulas. Inflorescencia largamente pedunculada, con cabeza densa. Corola azul-violeta, raramente púrpura rodeada por un Cáliz quinquefido hirsuto. El fruto es una legumbre monosperma ovoide de alrededor de 1/2 cm, muy espinosa y velluda, provista de un pico arqueado, ancho y aplanado, unas dos veces más largo que el cuerpo del fruto.

## Distribución y hábitat
Este representante del género Bituminaria es nativo en toda la Cuenca Mediterránea y Canarias. También lo es en África del Norte no desértica y, hacia el Este, hasta el Cáucaso. Presente en la India e islas del Océano Índico (ex.gr.Mauricio).
En el archipiélago canario, se reconocen dos taxones infraespecificos:
- B. bituminosa var. albomarginata: endémica de Lanzarote e islotes adyacentes.
- B. bituminosa var. crassiuscula: endémica de las cumbres del Teide.

Estas poblaciones quedan bien separadas morfológicamente de las restantes canarias y peninsulares, que corresponden con la variedad típica, B. bituminosa var. bituminosa.
Habita en matorrales y formaciones preforestales, preestépicas y estépicas, desde el nivel del mar hasta 2000 m s. n. m. Muy corriente en bordes de caminos y carreteras.

## Usos
Presenta varios usos actuales y potenciales: 
- Cultivo forrajero
- Fitoestabilización de suelos contaminados por metales pesados o degradados
- Síntesis de furanocumarinas (psoraleno y angelicina), compuestos de amplio interés farmacéutico.
- En la medicina tradicional canaria, sus hojas trituradas se utilizan para cortar hemorragias.

## Taxonomía
Bituminaria bituminosa fue descrita primero por Carlos Linneo como Psoralea bituminosa y publicada en Species Plantarum, vol. 2, p. 763, 1753 y ulteriormente transferido al género Bituminaria por Charles Howard Stirton  y publicado en Bothalia, vol. 13(3–4), p. 318, 1981.
Etimología
- Bituminaria: nombre genérico derivado de los vocablos latín bǐtūměn, el betún y āria, sufijo que indica posesión, relación, parecido, por el olor a betún de la especie.
- bituminosa: prestado del latín bǐtūmǐnōsus, -a, -um, bituminoso.[3]

Taxones infraespecíficos aceptados
- Bituminaria bituminosa var. brachycarpa (Feldmann) Danin, Willdenowia 28: 141, 1998

Sinonimia
- Aspalthium bituminosum (L.) Fourr.
- Psoralea bituminosa L.
- Psoralea palaestina Gouan
- Psoralea plumosa Rchb.
- Psoralea pumila Sennen, in sched., nom. nud.[4]
- Aspalthium palaestinum (Gouan) Medik.
- Lotodes bituminosum (L.) Kuntze
- Rhynchodium bituminosum (L.) C. Presl[5]

## Nombres vernáculos
- Castellano: acejinegra, angeleta, angelete, angelota, angelote, cabruna, cecinegra, cecinegro,cejinegra, cerrinegra, contrarruda, contraruda, girasol, hedionda, hediondo, hierba betunera, hierba cabrera, hierba cabruna, hierba de las almorranas, hierba de los granos, hierba gitana, hierba negra, hierba pudenta, higueruela, hiperuelo, ierba negra, jigueruela, la pedrenca, pestosa, rua, ruda, ruda basta, ruda buena, ruda cabruna, ruda de las cabras, rudón, tedera, tefla basta, trébol, trébol agudo, trébol bastardo, trébol bituminoso, trébol de Sodoma, trébol de mal olor, trébol de olor de betún, trébol hediondo, yerba cabrera, yerba cabruna, yerba del podador, yerba gitana y yerba negra.[6]